# Euphorbia nevadensis
Euphorbia nevadensis är en törelväxtart som beskrevs av Pierre Edmond Boissier och Georges François Reuter. Euphorbia nevadensis ingår i släktet törlar, och familjen törelväxter. IUCN kategoriserar arten globalt som livskraftig.
Artens utbredningsområde är Spanien.

## Underarter
Arten delas in i följande underarter:
- E. n. aragonensis
- E. n. bolosii
- E. n. nevadensis

## Bildgalleri

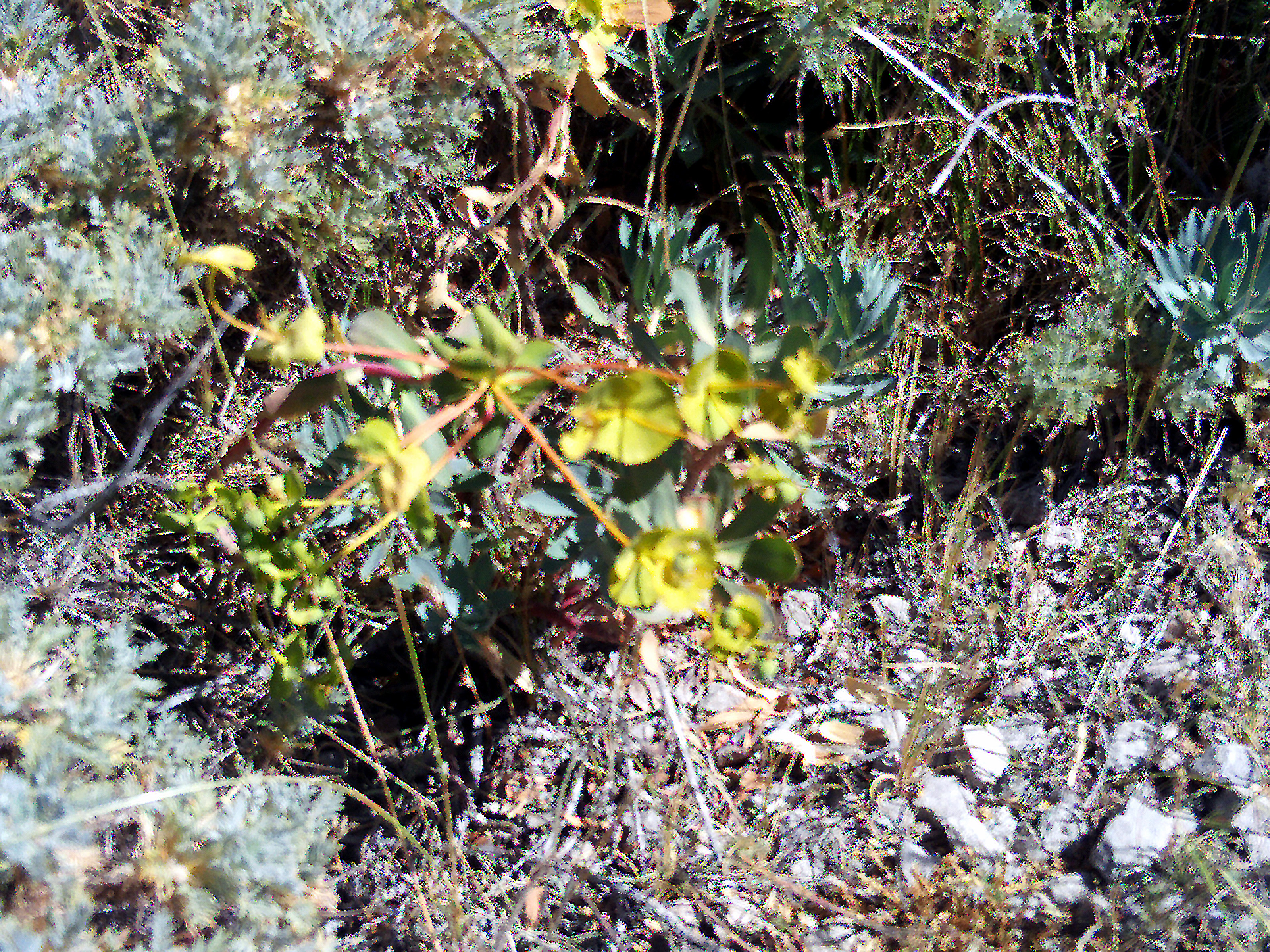
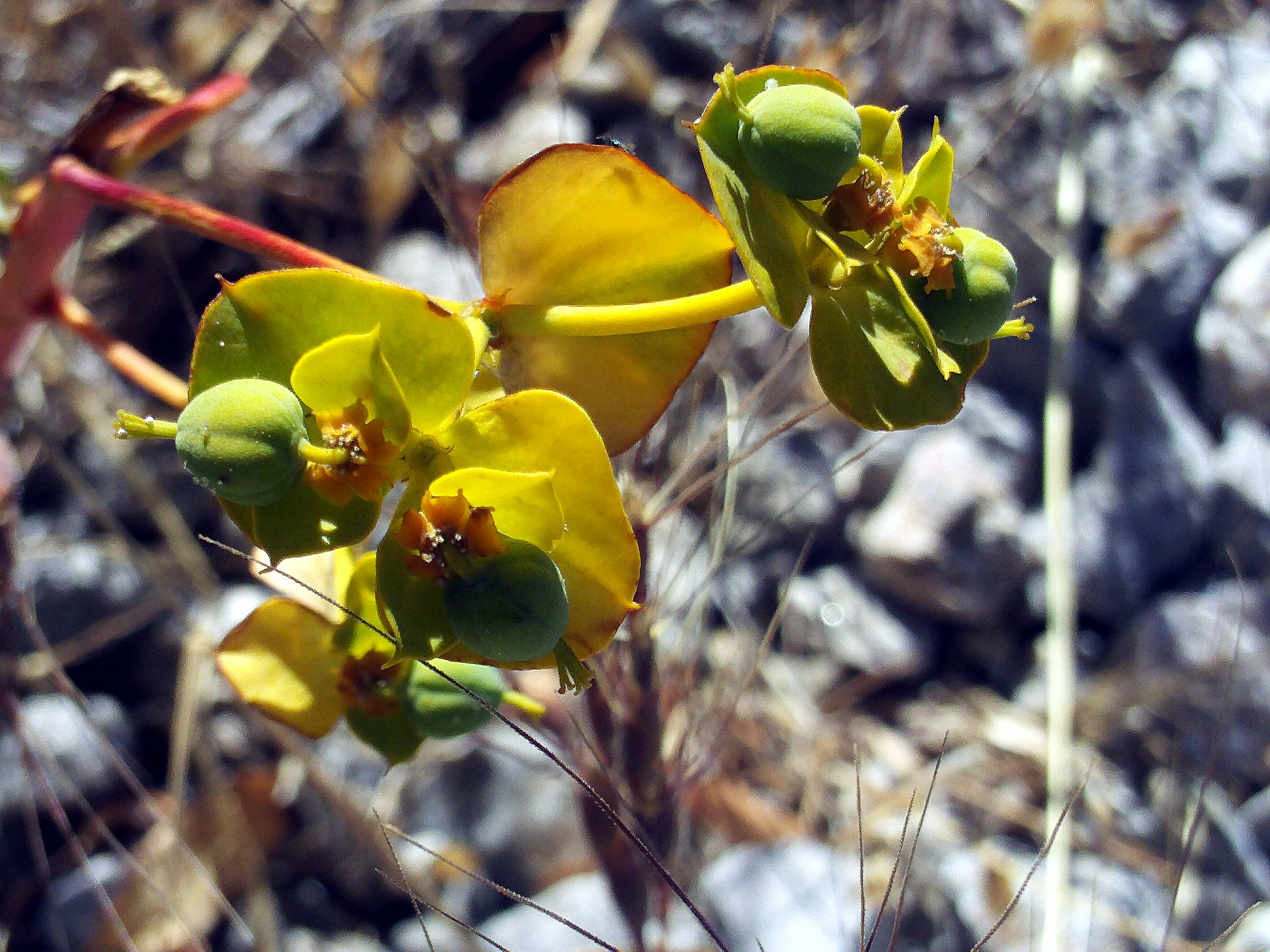